# Пашаэли
Пашаэли́ (Чаталджа́, Босфо́рский полуо́стров; тур. Çatalca Yarımadası, Paşaeli Yarımadası) — полуостров в европейской части Турции, между Чёрным и Мраморным морями и проливом Босфор. Является крайним восточным выступом Балканского полуострова.
Длина полуострова составляет более 100 км, ширина — до 60 км. Представляет собой холмистую равнину, на северо-запад полуострова заходят отроги гор Истранджа (до 484 м). Сложен кристаллическими сланцами, известняками, гранитами. Сухие субтропики, редкие леса (дуб, бук), вечнозелёные кустарники. Выращиваются кукуруза, пшеница, сахарная свёкла, табак, цитрусовые. На юго-востоке находится большая часть Стамбула.